# Liste der Flüsse im Yukon-Territorium

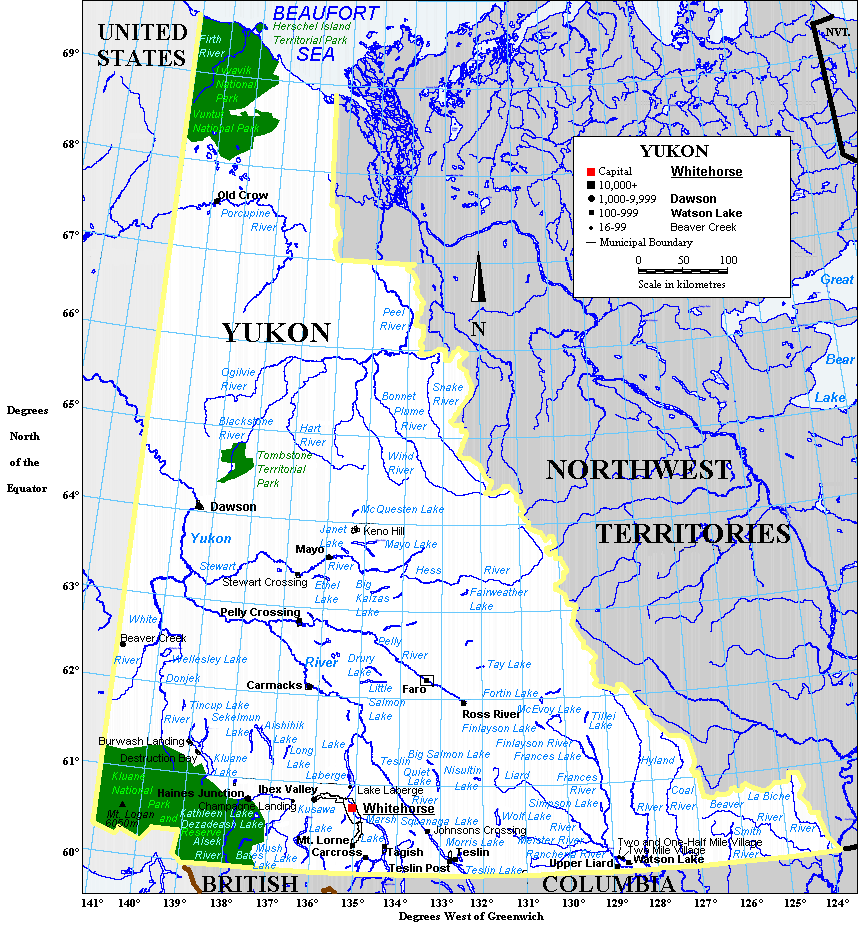
Flüsse im Yukon-Territorium

Die Liste der Flüsse im Yukon-Territorium ist nach Einzugsgebieten geordnet.

## Arktischer Ozean
- Mackenzie River (Nordwest-Territorien)
  - Liard River
    - Rancheria River
      - Little Rancheria River
      - Tootsee River

    - Frances River
    - Hyland River
    - Coal River
    - La Biche River

  - Peel River
    - Ogilvie River
    - Blackstone River
    - Hart River
    - Wind River
    - Bonnet Plume River
    - Snake River

  - Big Fish River
- Blow River
- Running River
- Babbage River
- Firth River
- Malcolm River
- Fish Creek
- Clarence River

## Beringmeer
- Yukon River
  - Marsh Lake
    - McClintock Creek
    - Tagish River

  - Teslin River
    - Teslin Lake
      - Nisutlin River
        - Wolf River

    - Dän Tàgé
    - Morley River

  - Takhini River
  - Big Salmon River
  - Nordenskiold River
  - Pelly River
    - Hoole River
    - Ross River
    - Macmillan River
      - South Macmillan River

  - Stewart River
    - Beaver River
    - Hess River
    - McQuesten River

  - White River
    - Donjek River
      - Kluane River
        - Kluane Lake
          - Slims River

      - Nisling River

  - Sixtymile River
  - Indian River
  - Klondike River
    - Bonanza Creek

  - Fortymile River
  - Porcupine River
    - Miner River
    - Fishing Branch
    - Bell River
      - Eagle River

    - Old Crow River
    - Bluefish River

## Pazifischer Ozean
- Alsek River
  - Kaskawulsh River
    - Jarvis River
    - Dusty River
    - Disappointment River

  - Dezadeash River
    - Kathleen River
    - Aishihik River
- Tatshenshini River
  - Klukshu River
  - Blanchard River